# Nicolaes Pieterszoon Berchem

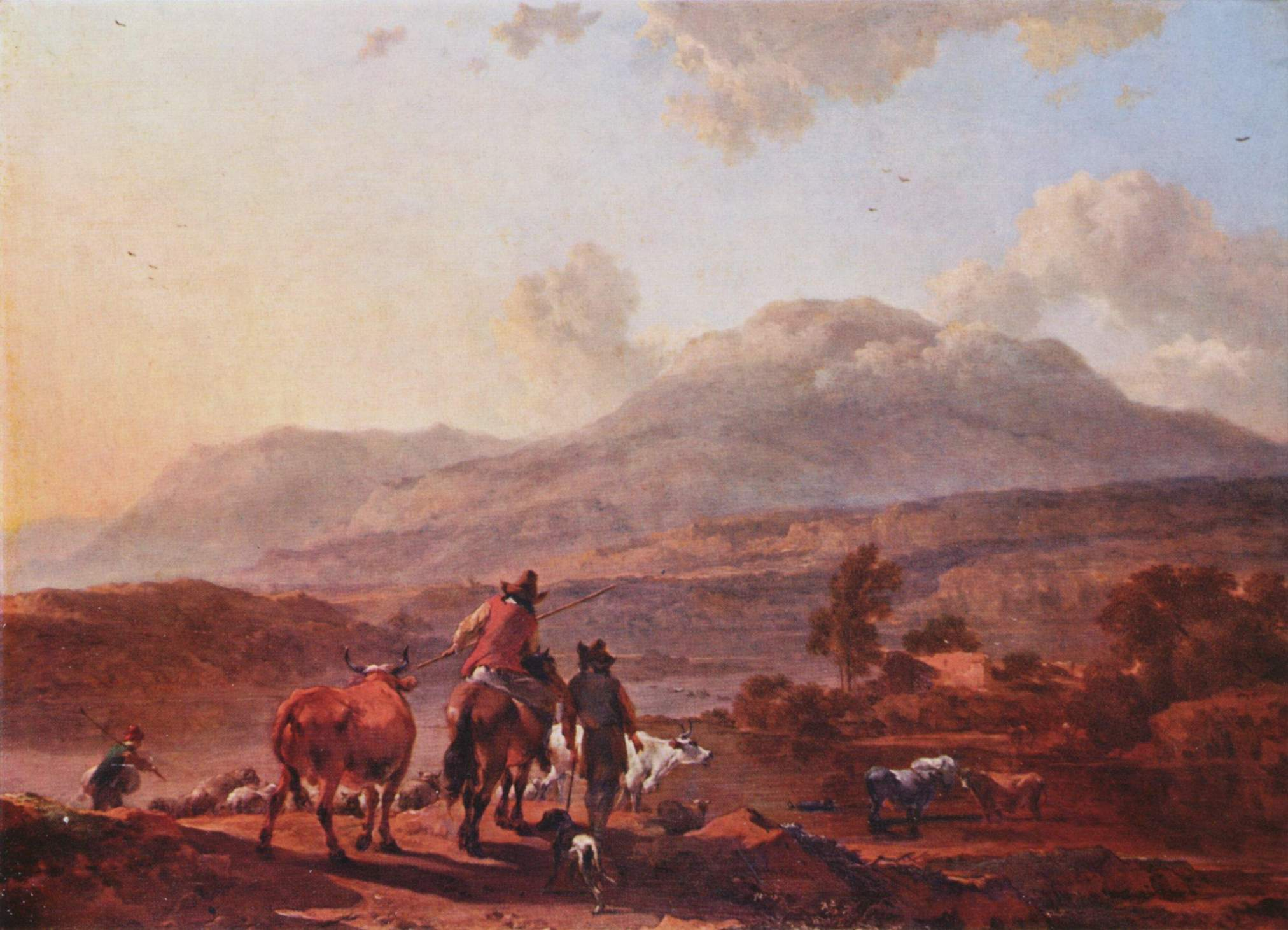
Italiensk aftonscen, oljemålning av Nicoales Berchem

Nicolaes "Claes" Pieterszoon Berchem, född 1 oktober 1620 i Haarlem, död 18 februari 1683 i Amsterdam, var en holländsk konstnär.
Berchem var elev till fadern, Pieter Claeszoon, och enligt traditionen till Jan van Goyen, Claes Corneliszoon Moeyaert med flera. Ham var mestadels bosatt i Haarlem, men också i Amsterdam och tycks även ha gjort en eller två resor till Italien. Han var en starkt produktiv konstnär med stor variationsrikedom i ämnesvalet och fick ett betydande inflytande.
Nicolaes Berchem är en representant för den italieniserande landskapsskola som existerade vid sidan om mer nationellt holländska motiv under den holländska guldåldern. Berchem finns representerad vid bland annat Nationalmuseum i Stockholm.